# Acalypha leicesterfieldiensis
Acalypha leicesterfieldiensis é uma espécie de flor do gênero Acalypha, pertencente à família Euphorbiaceae. É coloquialmente conhecida como "rabo-de-gato".